# NGC 5646
NGC 5646 (другие обозначения — UGC 9312, MCG 6-32-45, ZWG 192.30, IRAS14274+3540, PGC 51779) — спиральная галактика с перемычкой (SBb) в созвездии Волопас.
Этот объект входит в число перечисленных в оригинальной редакции «Нового общего каталога».